# Francesco Locatelli
Francesco Locatelli (9 de março de 1920 – 12 de dezembro de 1978) foi um ex-ciclista profissional italiano. Venceu a edição de 1949 da competição Volta à Polônia.